# Sabino Videgain
Sabino Videgain Arteaga fue un jefe militar y juez instructor español nacido en Pamplona en 1891 y fallecido en Madrid en 1959, que participó en la guerra de Cuba y guerra del Rif.

## Biografía
Desde muy joven residía con su familia en Pamplona, siente la llamada de las armas, realizando los estudios hasta conseguir el mando como alférez, siendo luego años después juez instructor en 1915 del Regimiento de infantería América n.º 14, es enviado como fuerza de relevo a la isla de Cuba en donde se levanta en insurrección la población, aquellos hechos le marcaran tanto como los de África allí logra por su valiente colaboración los galones de teniente. Tras ser expulsados los ejércitos insurrectos. Luego será destinado a Andalucía y luego a Cartagena de nuevo, tras la Batalla de Annual y desde la península se reengancha en las fuerzas de infantería del ejército del rey. Pronto las sublevaciones surgen en el Rif lo que lleva a implantar fuertes envíos de tropas al continente para pacificar las regiones, allí es embarcado y enviado luchando en las regiones de Tetuán, Larache y Alcazarquivir en donde consigue los galones de teniente coronel. Un tiempo después es herido y tiene que realizar convalecencia sin olvidarse la lucha para la salvación de las ciudades del protectorado español, incluyendo Ceuta y Melilla. Vivió en una época de las más trágicas de la historia de España, con varias guerras y pronunciamientos. Defendiendo siempre a España, se distinguió en cuantas acciones de guerra pudo estar presente, por su esfuerzo personal, demostrando así su gallardía y valor probado.
Traumatizado regresa a España reincorporándose en destinos más suaves a los continentales, ejerciendo puestos de ayudante al mando en las comandancias del sur español. La vacilación ante el problema marroquí permitió a los rifeños derrotar a las tropas del general Silvestre organiza una unidad el Regimiento de Infantería Cartagena n.º 70 en Marruecos en donde realizará durante la contienda hechos de reseñar en la historia de esta guerra.
El rey Alfonso XIII le recompensará por su buena dirección de sus fuerzas con la medalla al mérito militar en 1923, también recibirá la medalla de la campaña al ser herido en acción. Terminando la guerra, acordaron mantener los esfuerzos en el norte e integrar a la oficialidad en sus antiguos puestos, allí volverá a ser juez instructor desde Pamplona donde juzgará diversos casos de la guerra civil española. Tras acabar la II Guerra Mundial acabó retirándose del servicio activo en 1955.

## Recompensas
Rama militar Cuerpo de Carabineros (España) y Ejército de Tierra.
- Medalla de Sufrimientos por la Patria.
- Cruz al Mérito Militar con distintivo rojo.
- Cruz de la Orden de San Hermenegildo.
- Gran Cruz al Mérito Militar (Distintivo Blanco).
- Coronel honorario por la ley del reino.